# فرانك روبنز
فرانك روبنز (بالإنجليزية: Frank Robbins)‏ هو رسام أمريكي، ولد في 9 سبتمبر 1917 في بوسطن في الولايات المتحدة، وتوفي في 28 نوفمبر 1994 في سان ميغيل دي الليندي في المكسيك بسبب نوبة قلبية.